# Mallecomigas schlingeri
Mallecomigas schlingeri is een spinnensoort in de taxonomische indeling van de Migidae.
Het dier behoort tot het geslacht Mallecomigas. De wetenschappelijke naam van de soort werd voor het eerst geldig gepubliceerd in 1987 door Goloboff & Norman I. Platnick.